# Cis-2,3-ジヒドロビフェニル-2,3-ジオールデヒドロゲナーゼ
cis-2,3-ジヒドロビフェニル-2,3-ジオールデヒドロゲナーゼ（cis-2,3-dihydrobiphenyl-2,3-diol dehydrogenase）は、次の化学反応を触媒する酸化還元酵素である。
cis-3-フェニルシクロヘキサ-3,5-ジエン-1,2-ジオール + NAD+ {\displaystyle \rightleftharpoons } ビフェニル-2,3-ジオール + NADH + H+
反応式の通り、この酵素の基質はcis-フェニルシクロヘキサ-3,5-ジエン-1,2-ジオールとNAD+、生成物はビフェニル-2,3-ジオールとNADHとH+である。
組織名はcis-3-phenylcyclohexa-3,5-diene-1,2-diol:NAD+ oxidoreductaseで、別名に2,3-dihydro-2,3-dihydroxybiphenyl dehydrogenaseがある。